# سلون دوك
سلون دوك (بالإنجليزية: Sloan Doak)‏ هو فارس سباق أمريكي، ولد في 28 يناير 1886 في تايلور في الولايات المتحدة، وتوفي في 10 أغسطس 1965 في مقاطعة بالتيمور في الولايات المتحدة.

## وصلات خارجية
- سلون دوك على موقع اللجنة الأولمبية الدولية (الإنجليزية)
- سلون دوك على موقع أوليمبيديا (الإنجليزية)